# Aeridochilus
× Aeridochilus, (abreviado Aerchs) en el comercio, es un híbrido intergenérico entre los géneros de orquídeas Aerides × Sarcochilus. Fue publicado en Orchid Rev. 84(994) cppo: 10 (1976).